# Triticum durum

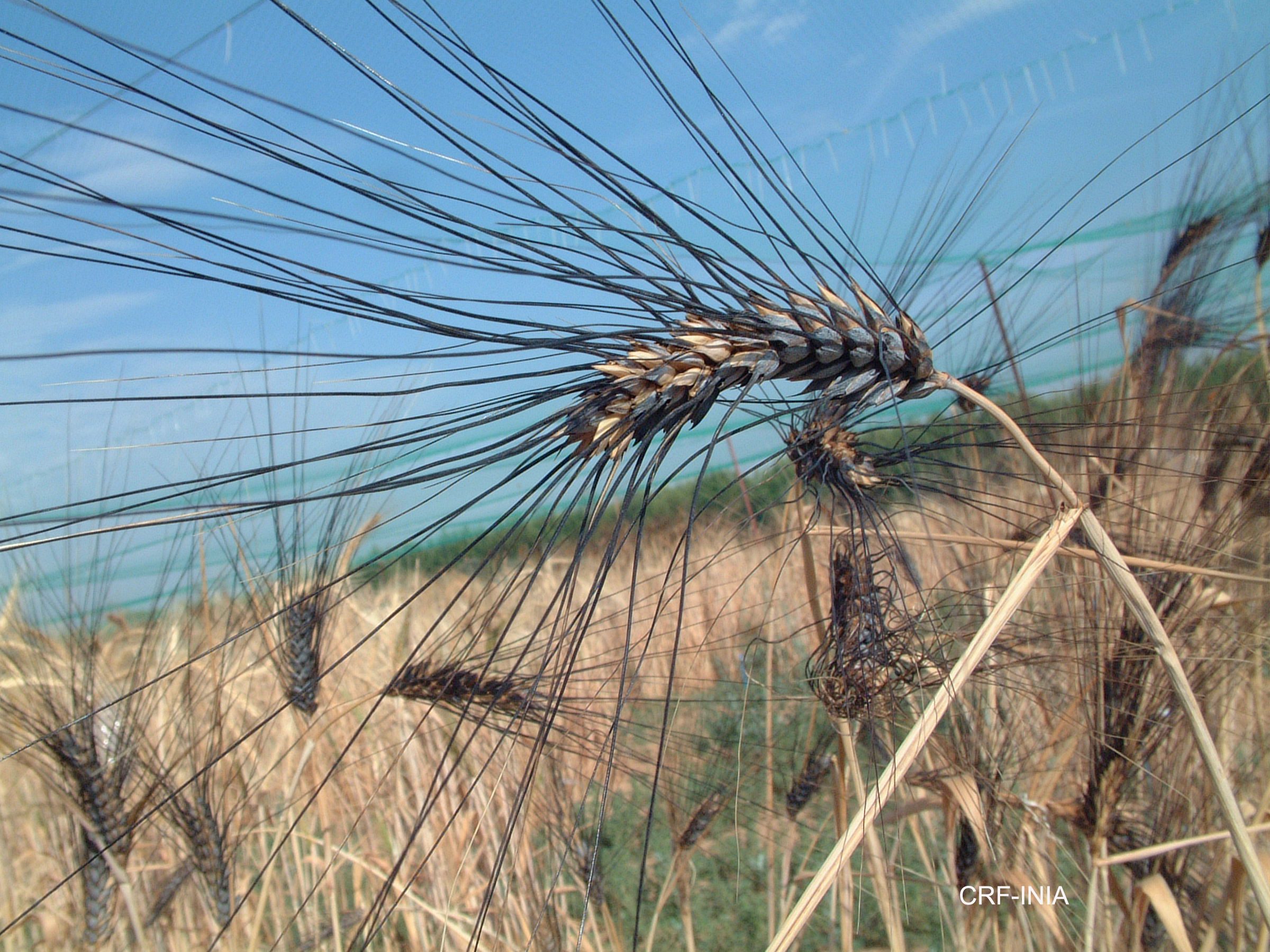
Trigo duro. CRF-INIA.

Triticum durum, comúnmente llamado trigo duro, es una especie común del cereal trigo, conocido también como trigo candeal, moruno, siciliano, semolero o fanfarrón.  Pertenece a los tetraploides debido a su conformación por 28 cromosomas.
Es una de las especies de trigo con más alto valor nutritivo, tiene un alto contenido de gluten y está conformado de un 12 a 14% de proteína.  Es una especie muy resistente a la sequía y a las enfermedades, aunque rinde menos en los cultivos que otras especies de trigo.

## Productos de la molienda y usos

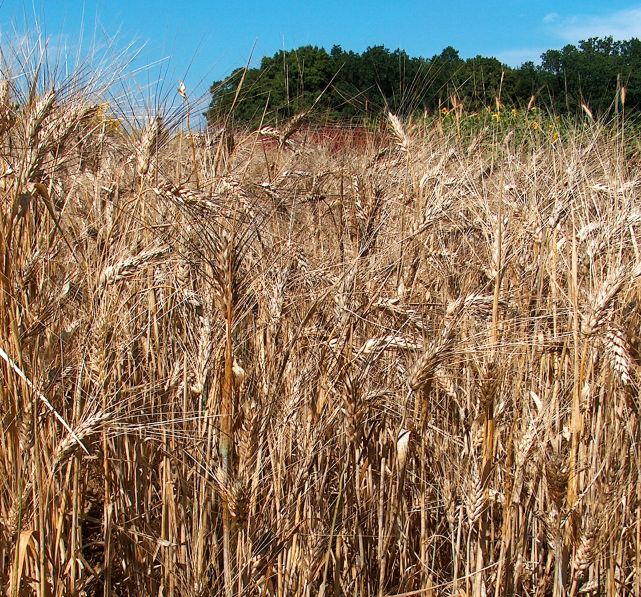
Campo de trigo duro, 2005.

Tanto la sémola como la harina de trigo duro son productos que se hacen con trigo duro molido. 
El endospermo -los nutrientes que rodean las semillas de trigo - se separa del grano a través del proceso de molienda, resultando una harina molida gruesa-conocida como la sémola. La textura de la sémola es más pesada --como migas de pan duro-- y es más gruesa que la mayoría de harinas molidas.
La harina de trigo duro es el polvo molido fino sobrante del proceso de molienda y también un producto de la sémola que es molido aún más. La harina de trigo duro es mucho más fina que la sémola y es un polvo de color amarillo.
El trigo duro se utiliza principalmente en la elaboración de pan, de pasta, como macarrones, espaguetis y otras, así como de la sémola del cuscús; es la segunda especie de trigo más cultivada por detrás del trigo harinero, aunque sólo representa entre el 5 y el 8 por ciento de la producción global total, con 40 millones de toneladas producidas en 2016.
La textura gruesa y granulosa de la sémola hace que sea utilizable para pastas duras que mantienen su forma bajo calor. Los rotini, farfalle y macarrones, utilizan las propiedades de retención de forma de la sémola para dar a sus piezas de pasta formas distintas. 
La harina de trigo duro se utiliza en productos de fideos suaves como espagueti y lasaña, para que la pasta se vuelva más suave y más flexible cuando se cuece.

## Nombres comunes
- También conocido como escaña mazorral, trigo moruno o moro lampiño, trigo fanfarrón de aumento y del milagro de Jaén, trigo de Jerusalén, así llamado en Córdoba; trigo chapado velloso, trigo cuchareta, trigo patiancho, trigo patianchuelo, trigo cascaruleta de Albox, trigo moruno o moro velloso, trigo siciliano o francés, así llamado en Mojácar; trigo larguillo de Jaén, trigo del milagro de Jumilla, trigo semolero, trigo fanfarrón velloso, trigo blanco de Albacete, trigo castros de Granada, trigo morisco, trigo uno de Valencia, trigo raspinegro, trigo salmerón, trigo alonso, trigo fiñana o fiñano negro, trigo fimias y cascalbos de Andalucía, trigo dorado de Lucainena, trigo claro de Málaga, trigo claro de raspa negra de la Mancha; trigo royal o rochal de Jaén y Valencia, trigo fiñana rubio de Alcalá la Real, trigo trechel de Castilla, trigo fontegís de Almería, trigo rubión de Valencia, trigo morisco y de raspa negra de Valencia, trigo bascuñana negra de los Vélez, trigo chapado.[2]